# آن بارسونوس (كونتيسة روز)
آن بارسونوس  (بالإنجليزية: Anne Parsons)‏ كونتيسة بريطانية (ولدت في لندن يوم 8 فبراير من العام 1902) شاركت في تأسيس جمعية فكتوريا. وهي جدة ساره تشاتو الحفيدة الأصغر للملك جورج السادس والملكة إليزابيث (الملكة الأم).